# 多夫格 (德羅霍貝奇區)
49°9′55″N 23°20′26″E / 49.16528°N 23.34056°E
多夫格（烏克蘭語：Довге），是烏克蘭的村落，位於該國西部利沃夫州，由德羅霍貝奇區負責管轄，始建於1680年，面積21.1平方公里，人口546，人口密度每平方公里36.4人。